# Kulenie (przystanek kolejowy)
Kulenie (biał. Куляні, ros. Кулени) – przystanek kolejowy w pobliżu miejscowości Kulenie, w rejonie lachowickim, w obwodzie brzeskim, na Białorusi. Leży na linii Równe – Baranowicze – Wilno.